# Ghiacciaio Icebreaker
Il ghiacciaio Icebreaker è un ghiacciaio lungo circa 27 km, situato nella parte nord-occidentale della Dipendenza di Ross, nell'Antartide orientale. Il ghiacciaio, il cui punto più alto si trova a circa 1600 m s.l.m., si trova sulla costa di Borchgrevink, sul versante sud-orientale della dorsale dell'Alpinista, da dove fluisce verso sud-est, partendo dal versante occidentale del monte Brabec e da quello meridionale del monte Rittmann, scorrendo lungo il versante nord-occidentale del monte Moriarty, fino a entrare nella baia di Lady Newnes, al di sopra della quale forma una lunga lingua glaciale.

Lungo il suo percorso, il flusso del ghiacciaio Icebreaker è arricchito da quello di diversi altri ghiacciai che gli si uniscono, tra cui quello dei ghiacciai Finley, Dunn e Oakley, ovest, e del Fitzgerald, da est, proprio in prossimità del suo termine.

## Storia
Il ghiacciaio Icebreaker fu così battezzato dai membri della spedizione neozelandese di ricognizione geologica antartica svolta nel 1958-59, per rendere omaggio agli equipaggi dei rompighiaccio ("icebreaker" in inglese) della marina militare statunitense, per ringraziarli del contributo dato all'esplorazione antartica, supportando e aiutando anche navi di altra nazionalità.